# Escolo de la Targo

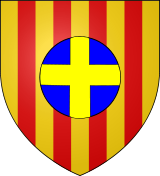
Blason de l'Escolo de la Targo

 (juin 2023).
Si vous disposez d'ouvrages ou d'articles de référence ou si vous connaissez des sites web de qualité traitant du thème abordé ici, merci de compléter l'article en donnant les références utiles à sa vérifiabilité et en les liant à la section « Notes et références ».
L'Escolo de la Targo (nom original en graphie mistralienne ; Escòla de la Targa en graphie classique) est une institution toulonnaise vouée à la promotion de la langue d'oc, affiliée au Félibrige depuis sa fondation en 1898 et qui a pris depuis la forme légale d'une association loi de 1901.
L'Escolo de la Targo est domiciliée au 148/150 avenue François CUZIN à Toulon.
Son nom fait référence à la targe utilisée lors des joutes nautiques ; ses membres se désignent comme étant des targaires. 
L'association publie une revue nommée La Targo (en plus de ses autres activités historiques de d'éditeur) et se consacre également à l'enseignement du provençal, au théâtre en langue d'oc, à la pratique du boutis ainsi qu'à l'organisation de conférences et d'expositions.
Lors de la fondation, le premier numéro de La Targo publia la phrase suivante qui devint la devise : Targaire de la bouano meno, Arrapa sus nouasto tinteno, Li faren béure un coup sala, Lei que se trufon dóu parla. (Targaires de la bòna mena, Arrapats sus nòstra tintena, Li farem bèure un còp salat, Lei que se trufon dau parlar, en graphie classique ;  en français : "Jouteur de la bonne trempe, accrochés sur notre échelette, nous leur ferons boire un coup salé, ceux qui se moquent de la langue").